# 不適切にもほどがある!
『不適切にもほどがある!』（ふてきせつにもほどがある!）は、2024年（令和6年）1月26日から3月29日までTBS系「金曜ドラマ」枠で放送されたテレビドラマ。主演は阿部サダヲ。略称は「ふてほど」。
宮藤官九郎の脚本によるオリジナル作品。阿部と宮藤が主演と脚本でコンビを組む民放ドラマは今作が初となる。
コンプライアンスが厳しい令和時代（2024年、低成長期）とそうではなかった昭和時代（1986年、安定成長期）を舞台とするタイムスリップものであることから、令和における不適切な表現についての注意を喚起する注釈テロップが1話につき何度も挿入されており、視聴者には「恒例」として受け止められている。また、毎回終盤にミュージカルシーンが挿入されるのも特徴。
2024年8月26日、韓国においてリメイク版が制作されることが発表された。
2025年3月16日、2026年春にスペシャルドラマを制作及び放映することが発表された。

## あらすじ
1986年（昭和61年）と2024年（令和6年）とのタイムスリップを軸に繰り広げられる物語である。
東京都葛飾区立第六中学校の体育教師で野球部の顧問でもある小川市郎は、スパルタ教育と荒々しい言動が特徴。私生活では妻に病気で先立たれ、17歳で高校2年生の娘・純子と暮らすシングルファーザーでもある。そんな彼がある日学校からの帰りに乗った路線バスが、38年後の2024年にタイムスリップしてしまう。行きつけの「喫茶&バー すきゃんだる」のトイレの壁が謎の空洞になっていて、そこを通るとなぜか1986年へ戻ることができた。
2024年の世界で出会ったスマートフォンとシングルマザー・犬島渚のことが気になり、前回タイムスリップした時と同じと思われる時刻のバスに乗ってみると、そのバスは自動操縦のタイムマシンだった。
タイムスリップした2024年の居酒屋で隣り合わせになった3人組の客の会話から、様々な言動に対する意識が1986年の時点よりかなり厳しくなっていることを知る市郎。その後、1986年へ戻るために「CAFE&BAR SCANDAL」のトイレを再び使用しようとするが、和式トイレから洋式トイレにリフォームされていて、謎の空洞は消えていた。
一方、向坂サカエと中学生・キヨシ親子は、2024年の世界から1986年の世界へ来ていた。キヨシは、テレビの放送規制が緩いことと街で偶然ぶつかった純子に一目惚れしたことから、サカエに、1986年に残りたいと駄々をこねる。
とりあえず令和の世界で生きていかなければならなくなった市郎。彼の言動は令和の世界ではコンプライアンスにひっかかるような「不適切」なものばかり。だがそれらは、「本当に大切なことは何なのか」を令和の人々へ問いかけていくことになる。
2024年を生きる市郎は、自分とともに娘・純子が、1986年の9年後、即ち1995年（平成7年）に発生する阪神・淡路大震災に巻き込まれて命を落とすという未来を知る。1986年の自宅に帰った市郎は娘の運命を知ってしまった苦悩をサカエに明かす。サカエは「今考えてもその時考えても大して変わらないなら、今の日々を楽しく好きなように生きたらどうだろう」と意見を述べる。
再び2024年へタイムスリップし、EBSテレビのカウンセラーとしての日々を生きる市郎。やがて純子がいる1986年へ戻ることを決心した市郎は、2024年へ戻ってきたサカエにEBSテレビのカウンセラーの座を託す。心臓の病で再び入院している娘婿・ゆずるに別れを告げ、孫・渚と一緒に1986年行きのバス型タイムマシンに乗る。2024年へ戻るタイムマシンに乗るまでの11時間で、仏壇の祖母・ゆりに手を合わせ、年上のお姉さんとして接しながら高校生の純子と母娘の時を過ごす渚。1986年とのそして祖父・市郎との別れの時が訪れる。
1986年を半年間生きたキヨシが、市郎の「そろそろ、マンゴーフラペチーノ飲みたくない?」という言葉に誘われる形で、渚とともに2024年へ戻った。2024年へ戻ったキヨシは街で、大人に成長してスーパーカー(ランボルギーニ アヴェンタドール SVJ)に乗っている佐高強と再会する。彼はキヨシとの交流と言葉のおかげで再び登校できるようになり1年遅れで高校へ進学し、高校時代の友人と2人でオンラインゲームの会社を立ち上げ、ひとかどのCEOとなっていた。キヨシに恩義を感じている佐高は、キヨシに頼まれて、井上昌和のタイムマシン研究のスポンサーとなることを承諾する。
心強いスポンサーを得た井上昌和はやがてタイムトンネルを発見し、2054年から1986年の市郎に会いにやってくる。再会場所は「すきゃんだる」のトイレ。2024年時点と違って、自由にタイムスリップできるようになっていた。

## キャスト

### 主要人物
小川市郎（おがわ いちろう）
演 - 阿部サダヲ
本作の主人公。1935年（昭和10年）10月16日生まれ。葛飾区立第六中学校の体育教師・野球部顧問。「地獄のオガワ」の異名を持つ超スパルタ教師。2年B組の副担任と学年主任でもある。喫煙者。シングルファーザー。（令和の視点だと）意識が低い昭和のおじさんであり、その言動が度々問題視される。
偶然バス型タイムマシンに乗ってしまい、1986年から2024年にタイムスリップする。
第5話で、渚が純子の娘で自分の孫だということが判明した。
犬島渚（いぬしま なぎさ）
演 - 仲里依紗（幼児期：中田莉梨、幼少期：青木えみ）
1歳6か月の息子を持つシングルマザー。EBSテレビのバラエティ番組のアシスタントプロデューサー。第5話で市郎の孫であることが判明する。
秋津睦実（あきつ むつみ） / ムッチ先輩
演 - 磯村勇斗（2024年：彦摩呂）
純子が密かに想いを寄せる地元の先輩。だんご屋の息子。自動車整備工場で働いている。
「マッチ」こと近藤真彦への憧れから、自分のことを「ムッチ」と名乗っている。
秋津真彦（あきつ まさひこ） / 秋津くん
演 - 磯村勇斗
令和時代のアプリ開発会社社員。居酒屋で市郎と知り合い、居候させる。
第4話において「SCANDAL」でカラオケをした際、「親父の十八番」であるマッチの歌を歌ったことから、秋津睦実の息子であることが判明した。
小川純子（おがわ じゅんこ）→犬島純子（いぬしま じゅんこ）
演 - 河合優実（幼少期：山田詩子）
1968年（昭和43年）11月6日生まれ、市郎の一人娘。高校2年生で17歳。聖子ちゃんカットでロングスカートを穿くスケバン女子高校生。喫煙・飲酒等も行う不良少女。本来は親思いの優しい性格で、ゆりの病死後、抜け殻状態だった市郎の気を紛らわすために、非行に走るようになった。当初は学年最下位を争うほどの学力であったが、猛勉強の末に現役で青山学院大学に合格する。
向坂キヨシ（さきさか キヨシ）
演 - 坂元愛登
サカエと井上昌和の息子。人目を憚らずに「テレビでおっぱいが見たいんだ!」と叫ぶなど下ネタ好きの中学2年生。
1986年の時代での生活の最中、街中で偶然見かけた純子に一目惚れしたことで、2024年に戻ろうとするサカエに昭和の時代に残りたいと反発。第2話では短ラン＆ボンタンにサイドを刈り上げたリーゼント風の髪型に変貌した。
向坂サカエ（さきさか サカエ）
演 - 吉田羊（1986年：前田織音）
キヨシの母。フェミニストの社会学者。松戸市出身、国立大卒。タイムマシンの開発者・井上昌和の元妻。
女性蔑視やパワハラがまかり通り、コンプライアンス意識の低い昭和の世界（主に校長と安森）に度々怒りを爆発させるが、その際に当時は存在しない言葉を連発して周囲を困惑させている。

### 周辺人物
マスター
演 - 袴田吉彦（2024年：沼田爆）
市郎や純子たちが行きつけの喫茶店「すきゃんだる」（SCANDAL）のマスター。市郎と同い年。動物研究家・畑正憲（ムツゴロウさん）を敬愛している。
安森（やすもり）
演 - 中島歩
葛飾区立第六中学教諭。キヨシが転入した2年B組の担任。第7話で、サカエに告白する。
井上昌和（いのうえ まさかず）
演 - 三宅弘城（第2話 - 最終話）（1986年：中田理智、2054年：小野武彦〈最終話〉）
サカエの元夫。首都工業大学理工学部教授。昭和では葛飾区立第六中学校2年B組の生徒で野球部に所属。
「将来の夢」を書く作文の授業で、科学者になってタイムマシンを発明し、30年後の未来から六中2年B組にタイムスリップしてくることだと発表し、それを副担任の市郎に肯定されたことを心の支えとして、バス型タイムマシンを開発した。
栗田一也（くりた かずや）
演 - 山本耕史（第3話 - 最終話）
EBSテレビの情報番組『プレサタ』のプロデューサー。渚の先輩。
コンプライアンスを意識し過ぎた番組作りを強いられて、本来なら当たり障りのない言葉にも過剰に反応するようになっている。
第5話でリスクマネジメント部長に昇進。
犬島ゆずる
演 - 古田新太（第4話 - 最終話）（1990年：錦戸亮〈第5話・最終話〉）
渚の父であり純子の元夫で市郎の元娘婿。ディスコ「マハラジャ」の新人ウェイターの時に純子と知り合い、約束通り六本木の覇者になったことで結婚。バブル崩壊以降どんどん景気が悪くなり、神戸に帰って実家のテーラーを継いだ。心臓の手術をしたばかりで、可動式の酸素吸入装置が手放せない。
戸倉明美
演 - 鈴木こころ
純子の同級生。昭和の女子高生。後にムッチ先輩の彼女となる（最終話）。
長谷友美
演 - 福室莉音
純子の同級生。昭和の女子高生。
犬島正人
演 - 紡
渚の息子であり、純子の孫、市郎のひ孫。
瓜生
演 - 板倉俊之（インパルス）（第4話・第6話・第8話 - 最終話）
渚の上司でプロデューサー。考査部ポリティカル・コレクトネスおよびSDGs推進課サブリーダーとなる。
パートナーシップ宣誓制度を利用して竹田と同性婚をした。
八嶋智人
演 - 八嶋智人（本人役）（第3話・第5話・第8話 - 最終話）
渚が担当した番組の海外ロケで乗った飛行機がビジネスクラスだったので、彼女に恩義を感じている。
『プレサタ』に舞台の宣伝のためゲスト出演予定だったが、急遽代打MCをつとめることになり（第3話）、その後正式にMCを引き継ぐ（第5話）。
小川ゆり
演 - イワクラ （蛙亭）（第1話・第2話・第5話・第8話・最終話）
市郎の妻。旧姓は白井。大学生の時に教育実習で出向いた学校で市郎に見初められ結婚。1981年（昭和56年）に病気で死去した。享年35。

### ゲスト

#### 第1話
加賀ちゃん / 加賀彩月
演 - 木下晴香
秋津真彦が勤務するアプリ開発会社の後輩。彼をハラスメントで訴えた。
田代
演 - 咲妃みゆ
秋津と加賀の上司。人事部の聞き取りに備え、秋津を居酒屋でシミュレーション面談する。
鹿島
演 - 菅原永二（第4話・最終話）
秋津と加賀の上司。居酒屋でのシミュレーション面談に同席する。
秋津からチャットアプリの新機能提案を受ける（第4話）。
校長
演 - 赤堀雅秋（第5話・第6話・第8話・最終話）
第六中学校の校長。女装趣味であることが保護者の間で問題となり責め立てられるが、即断で女装趣味を選びあっさりと学校を辞める（最終話）。
高杉舞
演 - 沢口愛華（最終話）
セクハラのターゲットにされる第六中学校の女性教師。
教師
演 - 荒波タテオ（最終話）、三浦ゆうすけ
緑ジャージとラグビーシャツの市郎の同僚教師。
金井
演 - 隅田杏花（第2話・最終話）
市郎がハイライトを買った2024年のコンビニ店員。
バスの乗客1
演 - 荒川ちか
白いAirPodsを耳に挿す女子高生。市郎に「耳からうどんがたれてる」と言われてしまう。
バスの乗客2
演 - 古川がん
バス車内でタバコを吸う市郎に「副流煙で健康を害したらあんたのせいだぞ」と詰め寄ろうとする老人。
バスの乗客3
演 - 橋本恵一郎
市郎に詰め寄ろうとする老人を「危ない、刃物持ってたらどうするんですか?」と必死で引き留める。
バスの乗客4
演 - 葵うたの
市郎に詰め寄ろうとする老人を「おじいちゃん!」と必死で引き留める。
戸倉
演 - 金子晃翔（第3話・第8話・最終話）
野球部員。後にキャプテンとなる。
生徒
演 - 上條靖弥（第8話・最終話）
キヨシに「部活決まった？」と訊く坊主頭の男子。
演 - 加藤翼（第8話・最終話）
タイムマシンの仕組みを説明する井上に「何言ってっか分かんねえぞガリ勉」と声をあげる。
上野静香
演 - 禾本珠彩（第4話・第8話）
キヨシの隣の席の生徒。キヨシを「すきゃんだる」に誘う。

#### 第2話
谷口龍介
演 - 柿澤勇人（最終話）
渚の元夫でフリージャーナリスト。
寺沢愛
演 - トラウデン直美
渚の後輩で新人アシスタントプロデューサー。仕事に嫌気が差してすぐ退職する。
布川
演 - 宮崎吐夢
龍介の代理人弁護士で渉外担当。
池谷
演 - 中村靖日
EBSテレビの社内カウンセラー。精神を病み休職した。
芸人
演 - 中野周平（蛙亭）
EBSテレビの出演者。メインMCの武者小路光に楽屋挨拶しようとしたところ、「本番前は挨拶NG」と渚に止められる。
九品仏（くほんぶつ）
演 - 池谷のぶえ（第2話・第8話・第9話）
EBSテレビの人事部長。市郎に社内カウンセラーをしてほしいと頼む。
エルザ
演 - 和内璃乃
渚の後輩で午後のシフトの新人アシスタントプロデューサー。仕事に嫌気が差してすぐ退職する。
出演者
演 - 西中ひさあき
スタジオ前で台本を見せて欲しいと頼むと、タブレットの操作に難儀する愛をよそに、渚はその頁を破って渡す。
職員
演 - 若松俐歩
区役所の子育て支援課。渚の希望の「かわすみ保育園」は30人待ちですねと告げる。
山上
演 - ついひじ杏奈（第9話）
EBSテレビの託児室のベビーシッター。

#### 第3話
鈴木福助
演 - 秋山竜次（ロバート）（第6話は声のみ）
昭和の深夜番組『早く寝ナイトチョメチョメしちゃうぞ』（通称：早チョメ）のMC。通称ズッキー。実家は代々婦人科の医者。番組では下ネタを連発しているが、収録中に純子が事故に遭った際は的確で配慮の行き届いた指示を出して、見学していたサカエを感心させる。
堤ケンゴ
演 - 山本博（ロバート）
令和の情報番組『プレミアムサタデー（通称：プレサタ）』のMC。通称ツツミン。アシスタントのプレサタガールズと4股交際との『週刊文寸』記事の早刷りが出回った（電子版では6股となっていた）ため、出演を見合わせ、八嶋智人が代打MCとなる。
鳥海仁
演 - 牧島輝
『プレサタ』レギュラーのイケメン気象予報士。彼もまた堤と交際しており、収録中は常に挙動不審な態度をとっていた。
氏家
演 - 永野宗典（第5話・第9話）
『プレサタ』のフロアディレクター。
AD
演 - 板倉武志
『早チョメ』のアシスタントディレクター。
かのん
演 - 日比茉鈴
『プレサタ』の鍋特集でレポートしたプレサタガールズ。17歳。堤と関係を持ったことが報じられるにあたり禊の丸刈り姿で生出演した。
プレサタガールズ
演 - 三上ひびき、池田理愛、神倉千晶
『プレサタ』の出演者。
タイムキーパー
演 - 吉田莉々加
『プレサタ』スタジオ副調整室でストップウォッチを首に掛けている女性。栗田はそのスカートの短さが気になって仕方ない。
メイク
演 - 澄田綾乃
『プレサタ』のメイク。胸の谷間を強調した格好に八嶋は反応してしまう。
風太
演 - 俄然風太
『早チョメ』の出演者。新宿二丁目オカマちゃんチーム。
りょう
演 - 尾添諒、
『早チョメ』の出演者。新宿二丁目オカマちゃんチーム。
あらた
演 - 高橋あらた
『早チョメ』の出演者。新宿二丁目オカマちゃんチーム。
高城華織
演 - 星空もあ
『早チョメ』の出演者。アダルト女優チーム。
愛田るる
演 - 十束るう
『早チョメ』の出演者。アダルト女優チーム。第1話で市郎が生徒から没収したAV『F💗CK・トゥ・ザ・ティーチャー』のティーチャー役。
沢北菜緒
演 - 東雲あずさ
『早チョメ』の出演者。アダルト女優チーム。
リングアナウンサー
演 - 日中泰景
『早チョメ』のコーナー「勝ち抜き食い込み相撲」のリングアナ。
バニーガール
演 - 滝冬煇
『早チョメ』のアシスタント。

#### 第4話
ケイティ池田
演 - トリンドル玲奈。
撮影現場における濡れ場やベッドシーン専門のコーディネーターであるインティマシーコーディネーター。
関根
演 - 池田鉄洋（第8話）
ドラマのプロデューサー。瓜生と同期。
大館
演 - 浜田信也
清純派女優のマネージャー。インティマシーコーディネーターを通じて濡れ場のシーンにいちいち口出しをしてくる。
監督
演 - 大野泰広
インティマシーコーディネーターを起用したEBSテレビのドラマ『あの日、眩しかった君へ』の監督。
EBSテレビ社員
演 - 栗原沙也加
上司のパワハラを市郎に相談するが、逆に市郎からソーシャルハラスメントを受けてしまう。
EBSテレビ社員
演 - 敷村珠夕
栗田の部下。グループチャット内で市郎からソーシャルハラスメントを受けた被害者のひとり。
若井
演 - 中井千聖
携帯ショップの店員。
警備員
演 - 黒田浩史
エレベータ監視カメラのモニター映像を観て、市郎と渚の様子を不思議がるEBSテレビ警備室の警備員。
携帯ショップ店員
演 - たなかさと
「番号札1番の方」と呼んだのに、市郎は若井の窓口に行ってしまう。

#### 第5話
笠間
演 - 矢作兼（おぎやはぎ）（最終話）
純子が通う高校の教師。進路相談の際に令和の感覚では不適切な発言をしたため、市郎に代わり同席していたサカエに説教される。
能島
演 - 児玉智洋（サルゴリラ）
純子がモデルの撮影仕事の際に出会ったカメラマン。仕事後、純子をディスコ「マハラジャ」に連れていった。
大沢悠里
声 - 大沢悠里（本人役）（第6話）
1986年放送開始となったラジオ番組『大沢悠里のゆうゆうワイド』パーソナリティ。
ボディコン女性
演 - 朝日奈杏
ディスコのVIPルームの客。自分が注文したロゼのグラスが純子に渡ったことにクレームをつけると、新人ウェイターであるゆずるから、そのロゼを顔にぶっかけられる。
サカエの友達
演 - 小島瑶笑
サカエ（小学生時代）の友達。同級生より体が大きく、胸も発達していたのを男の子にからかわれていた。
いじめっ子
演 - 荒井天吾
メロンパンを胸に入れ、胸が発達していたサカエの友達をからかっていたところ、塾帰りのサカエに公園で説教される。

#### 第6話
江面賢太郎（えも けんたろう）
演 - 池田成志（第7話）
1990年代後半から2000年代初頭、若者から絶大な支持を受けた脚本家。通称「エモケン」。
環境活動をするなど10年以上業界から退いていた間にオワコン状態となっていた。古い話が通じる市郎とは意気投合している。
羽村由貴
演 - ファーストサマーウイカ（第7話・第9話・最終話）
渚と同期のドラマプロデューサー。江面のドラマを見てテレビ業界を志した。
松村雄基
演 - 松村雄基（本人役）
テレビ番組『常識クイズ! 令和Z世代VS昭和おやじ世代』で市郎と共に昭和おやじ世代チームとして出演。
ポチョムキンズ
演 - 信子（ぱーてぃーちゃん）・櫻井健人
『常識クイズ! 令和Z世代VS昭和おやじ世代』で令和Z世代チームとして出演した人気TikToker。
司会
演 - 守谷日和
『常識クイズ! 令和Z世代VS昭和おやじ世代』の司会者。
アナウンサー
演 - 福原稚菜
『常識クイズ! 令和Z世代VS昭和おやじ世代』のアシスタントの女子アナ。
佐高強（さこう つよし）
演 - 榎本司（第7話・第8話・最終話）（2024年：成田昭次）
不登校を続けているキヨシのクラスメイト。その後、無事に卒業し高校時代の友人たちとオンラインゲームの会社を立ち上げ、現在は「SAKO-GAMES」の代表取締役社長（最終話）。
AD
演 - 古澤メイ（第7話）、土橋竜太（第7話）、川久保晴（第7話）
江面賢太郎とのミーティングに出席したEBSテレビドラマ部のスタッフ。
佐高の母
演 - 奥田由香（第8話）

#### 第7話
ナオキ
演 - 岡田将生
純子を担当する美容師。
ミナミ
演 - 馬場園梓
江面と交際している19歳年下のインフルエンサー。
ウェイター
演 - 柳谷参助
純子とナオキが行った江の島のイタリアンレストランの従業員。
警察官
演 - 守谷勇人
無銭飲食で純子たちを連行した神奈川県湘南警察署の警察官。
ナレーター
声 - 南波雅俊（TBSアナウンサー）
劇中ドラマ『17歳〜この景色、忘れない〜』イメージ動画のナレーション。

#### 第8話
倉持猛（くらもち たける）
演 - 小関裕太
EBSテレビアナウンサー。女性アスリート木戸聖羅との密会不倫騒動で2年以上番組から干されている。
栗田加世子（くりた かよこ）
演 - 紺野まひる
栗田の妻。通称「おカヨ」。
ポッキー
演 - 宮下今日子
加世子の幼馴染。高島の妻。昔ポッキーみたいに痩せてたことから仲間内で「ポッキー」と呼ばれる。
タイコ
演 - 遠山景織子
加世子の幼馴染。平塚の妻。本名はタエ子。中学の時、通学路で変質者を捕まえたことがあり、その変態の「態」をとって仲間内で「タイコ」と呼ばれる。
ヨウコ
演 - 仙名彩世
倉持の妻。料理研究家。
街頭インタビューの女性
演 - 佐竹桃華、飛香まい
『朝っパラTIME』の街頭インタビューで市郎から「倉持アナの復帰、許せる?」の質問を受けた女性たち。
小泉今日子
演 - 小泉今日子（本人役）
「SCANDAL」に客として来店。
仁美
演 - 和田光沙
加世子の幼なじみ。栗田と17年前に不倫した。
高島
演 - 管勇毅
ポッキーの夫。千葉で三代続く美容外科の院長。
平塚
演 - 望月章男
タイコの夫。建築家。
スタッフ
演 - 藤田剛、堀内充治
倉持猛の復帰方法を会議で協議するEBSテレビのスタッフ。

#### 第9話
杉山ひろ美
演 - 円井わん（最終話）
渚の後輩のアシスタントプロデューサー。妊活していることを社内報「E-MAGA」でアウティングしたことなどがハラスメントにあたると渚を告発する。その後コンテンツライツ局コンテンツマネジメント部に異動（最終話）。
矢野恭子
演 - 守屋麗奈
秋津が利用したマッチングアプリ「Un-MAY」で知り合った証券会社に勤める女性。属性はバッチリだったが成約せずお別れする。
並木
演 - 安藤聖
渚と同じ団地の住人。ペットボトルのラベルをいつも剥がさずゴミ捨て場に出している。
弁護士
演 - MAYUKO
杉山ひろ美の弁護士。
カメラマン
演 - 越川みつお
EBSテレビ社内報「E-MAGA」の取材で渚を撮影する。

#### 最終話
佐伯
演 -  宍戸開
葛飾区立第六中学教頭。辞職した校長に代わり校長代行となる。
大学生
演 - DJ松永、R-指定（Creepy Nuts）
首都工業大学の学生。市郎が乗る昭和へのタイムマシンに潜り込む。2024年に帰るタイムマシンに乗り遅れてしまい、昭和に取り残される。市郎に呼ばれ第六中学の卒業式後の教室でパフォーマンスした。
竹田
演 - 赤羽健壱（サルゴリラ）
瓜生の同性のパートナー。IT関係の会社に勤務。パートナーシップ宣誓制度を利用して会社から結婚手当が3万円出たという。
教師
演 - もりたかお、かまくらあや
市郎の復帰祝いに集まった同僚教師たち。
店員
演 - 三河悠冴
市郎の復帰祝いが行われた居酒屋「ぽたぽた」店員。
保護者
演 - 青海衣央里、西岡未央、池田恵子
第六中学に子供を通わせる父兄たち。女装趣味が発覚した校長を責め、女装を辞めるか教師を辞めるかと迫る。

## スタッフ
- 脚本 - 宮藤官九郎
- 音楽 - 末廣健一郎[110]、MAYUKO[110]、宗形勇輝[110]
- 主題歌 - Creepy Nuts「二度寝」（Sony Music Labels）[111]
- 振付 - 八反田リコ
- ミュージカル作曲 - MAYUKO
- 野球指導 - 深澤恒太
- 演出 - 金子文紀[110]、坂上卓哉[110]、古林淳太郎[110]、渡部篤史[110]、井村太一[110]
- プロデュース - 磯山晶[1]、勝野逸未[1]、天宮沙恵子
- 編成 - 河本恭平[1]、松本友香[1]
- 製作 - TBSスパークル、TBS

## 放送日程
| 話数                                                      | 放送日  | サブタイトル                    | 演出       | 視聴率 |
| --------------------------------------------------------- | ------- | ------------------------------- | ---------- | ------ |
| 第1話                                                     | 1月26日 | 頑張れって言っちゃダメですか?   | 金子文紀   | 7.6%   |
| 第2話                                                     | 2月02日 | 一人で抱えちゃダメですか?       | 金子文紀   | 7.1%   |
| 第3話                                                     | 2月09日 | 可愛いって言っちゃダメですか?   | 坂上卓哉   | 7.1%   |
| 第4話                                                     | 2月16日 | 既読スルーしちゃダメですか?     | 古林淳太郎 | 6.7%   |
| 第5話                                                     | 2月23日 | 隠しごとしちゃダメですか?       | 金子文紀   | 8.3%   |
| 第6話                                                     | 3月01日 | 昔話しちゃダメですか?           | 渡部篤史   | 8.3%   |
| 第7話                                                     | 3月08日 | 回収しなきゃダメですか?         | 金子文紀   | 6.9%   |
| 第8話                                                     | 3月15日 | 1回しくじったらダメですか?      | 井村太一   | 6.8%   |
| 第9話                                                     | 3月22日 | 分類しなきゃダメですか?         | 古林淳太郎 | 7.4%   |
| 最終話                                                    | 3月29日 | アップデートしなきゃダメですか? | 金子文紀   | 7.9%   |
| 平均視聴率 7.4%（視聴率は関東地区・ビデオリサーチ社調べ） |         |                                 |            |        |

- 第1話・最終話は22時 - 23時9分の15分拡大放送。
- 最終話の放送終了後には「#不適切にもほどがある」が「X（旧ツイッター）」の世界トレンド1位となった[123]。

## 受賞
- 第61回ギャラクシー賞（放送批評懇談会)
  - テレビ部門 特別賞
  - マイベストTV賞グランプリ
- 第119回ザテレビジョンドラマアカデミー賞[124]
  - 最優秀作品賞
  - 主演男優賞
  - 助演女優賞
  - ドラマソング賞
  - 脚本賞
  - 監督賞
- 第50回放送文化基金賞[125]
  - ドラマ部門 奨励賞
  - 演技賞
- 第40回ATP賞テレビグランプリ[126]
  - ドラマ部門 グランプリ
- 東京ドラマアウォード2024[127]
  - 連続ドラマ部門 優秀賞
  - 脚本賞
  - 演出賞
  - 主演歌賞
- 2024ユーキャン新語・流行語大賞
  - 年間大賞（「ふてほど」）[128]
- Filmarks Awards 2024 
  - TVドラマ部門 最優秀賞[129]
- 第75回芸術選奨文部科学大臣賞
  - 放送部門（阿部サダヲ）[130]